# Reserva natural del Bosque de Briansk
La reserva natural del Bosque de Briansk (en ruso: Государственный природный биосферный заповедник «Брянский лес») es un «zapovédnik» ruso (reserva natural estricta) ubicado en los distritos administrativos (raión) de Suzemka y Trubchevsk del óblast de Briansk, a lo largo del río Nerussa (un afluente del río Desná) cerca de la frontera rusa con Ucrania.
El bosque es una reserva natural (Zapovédnik), y es parte integral de la Reserva de la biosfera UNESCO-MAB Bosque de Nerussa-Desná, importante para proteger la «diversidad e integridad del bosque latifoliado en la Rusia europea». Es uno de los últimos bosques intactos que quedan en el extremo sur del bosque latifoliado europeo, que alberga abundante vida silvestre en los bosques y pantanos. La reserva cubre un área de 12 186 ha (47,1 mi²).

## Topografía

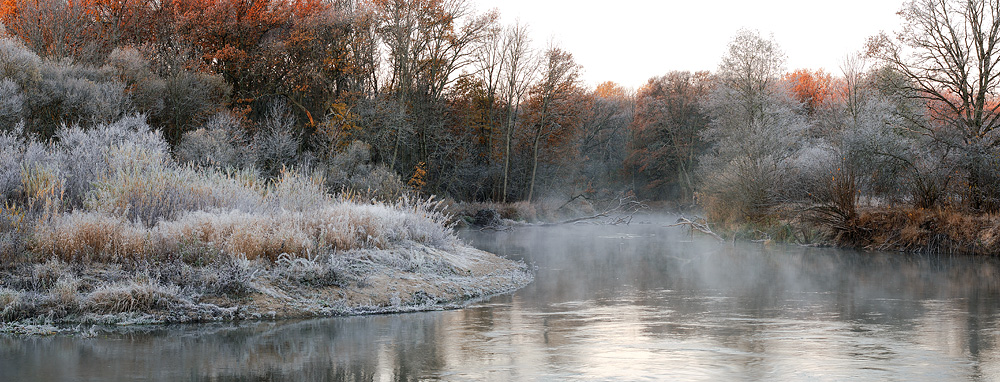
Una vista del Bosque de Briansk

La Reserva natural del Bosque de Briansk es parte del bosque de Nerussa-Desná, una Reserva de la biosfera UNESCO-MAB. Esta biosfera se ha establecido sobre la base de una red bien desarrollada de áreas protegidas, que están interconectadas ecológicamente. El Bosque de Briansk está situado en la cuenca del curso medio del río Desná, un afluente por el lado izquierdo del río Dniéper (en la frontera con Ucrania). El terreno es plano: la altura mínima sobre el nivel del mar es de apenas 134,5 m (al nivel del río Nerussa; el máximo es de 189,4 m). La tierra seca está dominada por suelos arenosos y arcillosos; en llanuras aluviales, prados y tierras bajas aluviales hay suelos pantanosos Los bosques de Bryansk han disminuido en tamaño con el tiempo, y alguna vez se consideraron densos.
Al otro lado de la frontera con Ucrania se encuentra el Parque natural nacional de Desna-Starogutsky, que cuenta con una sección boscosa que tiene un hábitat similar

## Ecorregión y clima
El Bosque de Briansk se encuentra en la ecorregión de bosque mixto de Europa central, un bosque templado de frondosas que cubre gran parte del noreste de Europa, desde Alemania hasta Rusia.
El clima del Bosque de Briank es Clima continental húmedo, verano cálido (clasificación climática de Köppen (Dfb)). Este clima se caracteriza por grandes oscilaciones de temperatura, tanto diurnas como estacionales, con veranos templados e inviernos fríos y nevados. La precipitación media anual es de 550 milímetros (21,7 plg).

## Flora y fauna

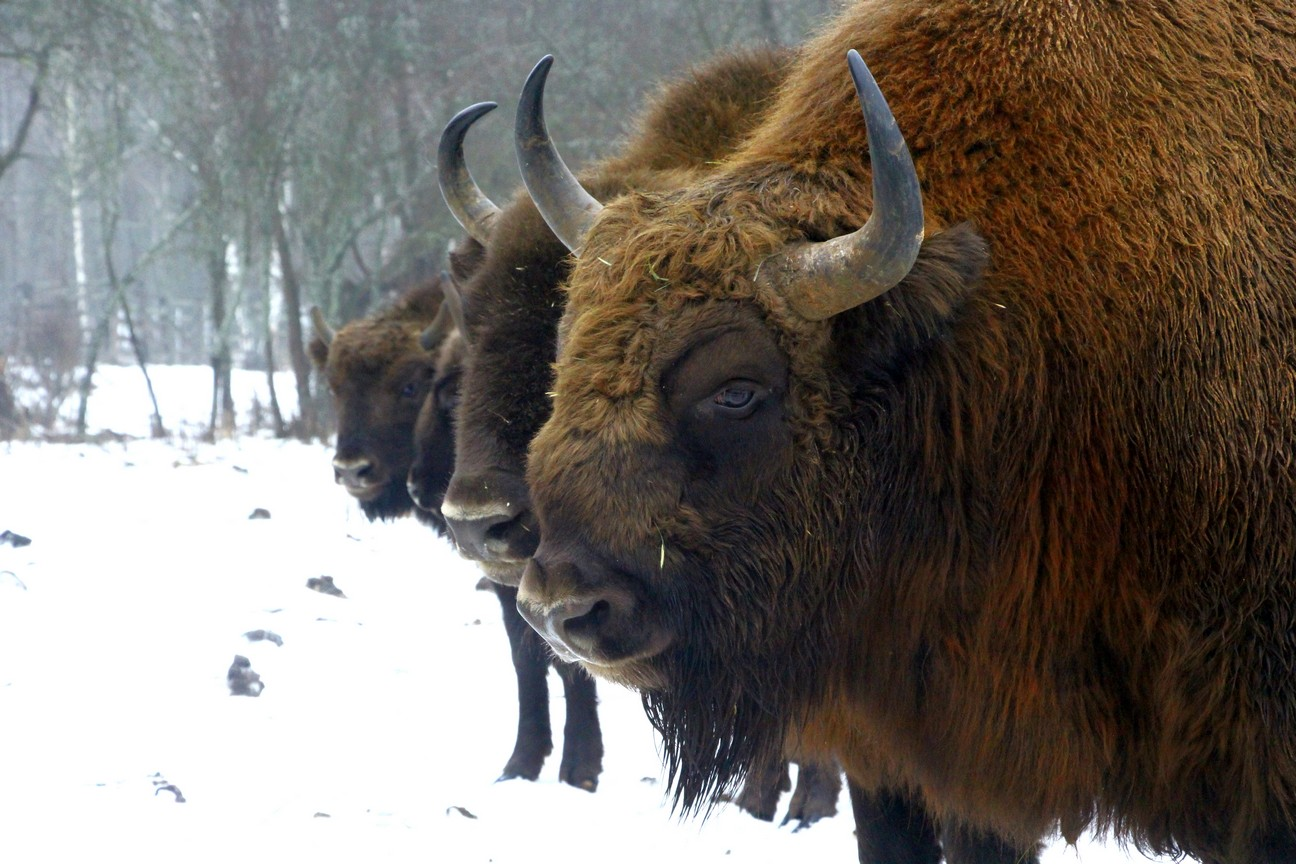
Bisontes del Bosque de Briansk

La vegetación de la reserva presenta extensos bosques de pino y bosques mixtos de pino y encino sobre suelos pobres y arenosos. Los abetos zonales y los bosques caducifolios de hoja ancha son raros. El bosque contrasta con el paisaje agrícola circundante. La reserva tiene una zona de amortiguamiento de 9654 ha (23 855,5 acre). En las áreas adyacentes a la reserva existe una red establecida de reservas estatales y monumentos naturales de importancia regional, cuya protección y administración se realiza en conjunto con los usuarios de las tierras de la reserva. Esto incluye la reserva natural estatal de importancia federal «Kletnyanskoy», con una superficie de 39 100 hectáreas (96 618,1 acre).

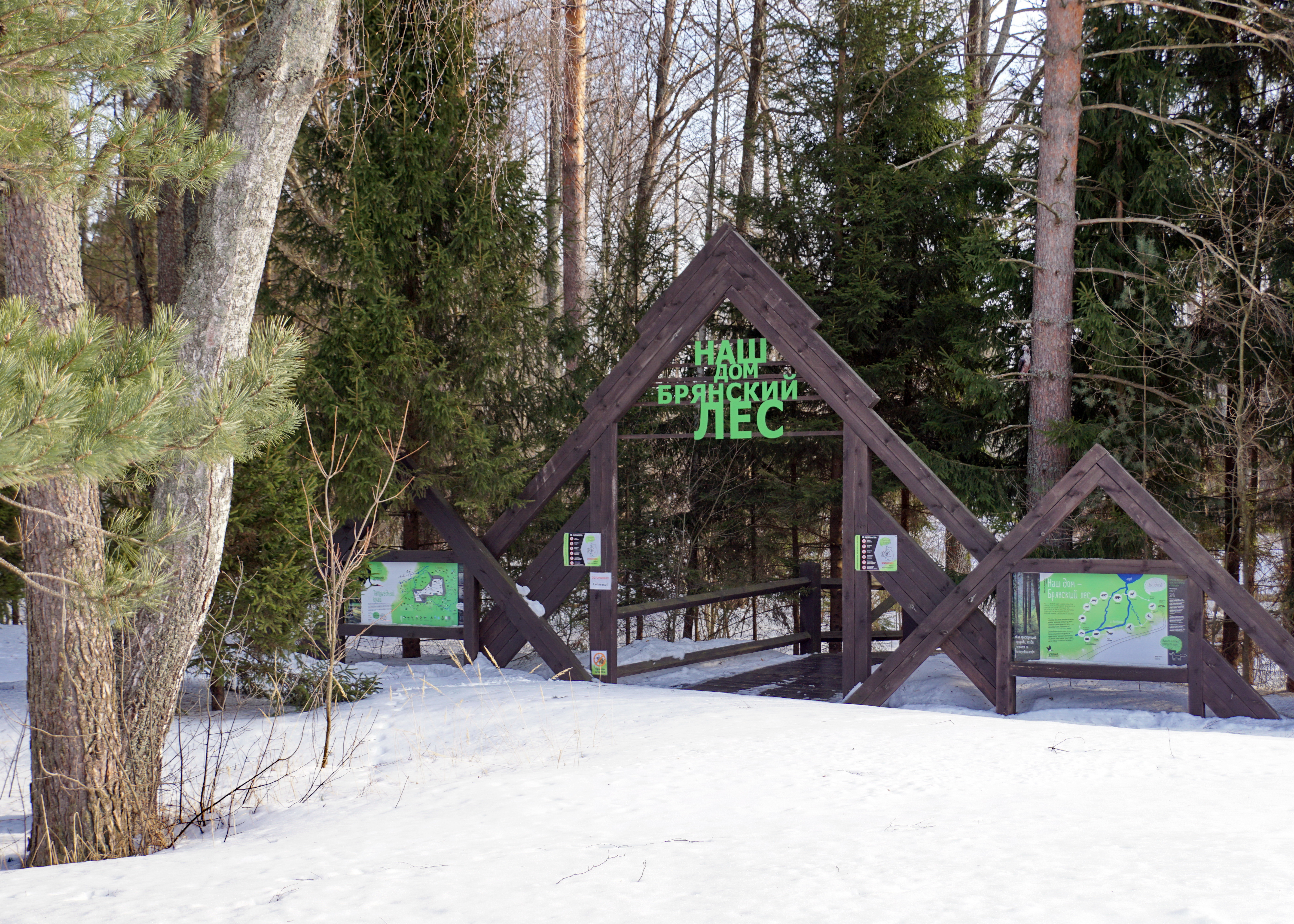
Una de las entradas al parque

Se han identificado 784 plantas vasculares. Estas incluyen especies raras como la zapatilla de dama (Cypripedium calceolus), la orquídea fantasma (Epipogium aphyllum), el pájaro rojo del bosque (Cephalanthera rubra) y la orquídea angosta (Dactylorhiza traunsteineri) y están en la Lista Roja Rusa de Especies Amenazadas. Las principales especies boscosas de la reserva son el pino silvestre (Pinus sylvestris), la pícea de Noruega (Picea abies), el roble común (Quercus robur), el tilo norteño (Tilia cordata), el fresno común (Fraxinus excelsior), el álamo temblón (Populus tremula), el abedul pubescente (Betula pubescens) y abedul tosco (Betula pendula).
El área es conocida por su enorme avifauna, en parte porque el área se encuentra en la línea divisoria entre los bosques subboreales, los bosques templados y la estepa forestal. Como resultado, el urogallo (Tetrao urogallus), el urogallo (Tetrastes bonasia), la cigüeña negra (Ciconia nigra), el guion de codornices (Crex crex), el lúpulo (Upupa epops), el pájaro carpintero moteado (Dendrocopos medius), el pájaro carpintero dorsiblanco (Dendrocopos medius), torcecuellos (Jynx torquilla), zarapitos (Saxicola rubetra), silbadores (Phylloscopus sibilatrix) y ruiseñores norteños (Luscinia luscinia). El bosque de Briansk es el único lugar en Europa donde se pueden encontrar diez de las especies de pájaros carpinteros europeos, que incluyen: carpintero moteado (Colaptes punctigula), pico mediano (Dendrocopos medius), pico menor (Dryobates minor), pico sirio (Dendrocopos syriacus), pico dorsiblanco (Dendrocopos leucotos), carpintero negro (Campephilus magellanicus), carpintero gris, carpintero verde (Piculus aurulentus), pico tridáctilo (Picoides tridactylus) y el torcecuello euroasiático (Jynx torquilla).
La zona también es interesante en cuanto a mamíferos. Aquí viven el oso pardo (Ursus arctos), el lince euroasiático (Lynx lynx), el tejón (Meles meles), la nutria (Lutra lutra) y el desmán ruso (Desmana moschata). Además, el bisonte europeo (Bison bonasus) ha sido reintroducido en la reserva. La reintroducción tuvo lugar en 2011 y en 2015 vivían unos 23 bisontes en la reserva.